# Kaposvári Rákóczi FC
Kaposvári Rákóczi FC este un club de fotbal din Kaposvár, Ungaria. Echipa susține meciurile de acasă pe Stadion Rákóczi cu o capacitate de 7.000 de locuri.